# 無敵號 (波蘭小說)
參數所指定的目標頁面不存在，建議更正成存在頁面或直接建立下列一個頁面（建立前請先搜尋是否有合適的存在頁面可以取代）：
- Invincible (disambiguation)

《無敵號》《波蘭語：；英文：The Invincible》是由波蘭作家斯坦尼斯拉夫·莱姆於1964年發表的一部硬派科幻小說。 
此小說最初是莱姆的作品集《無敵號與其他故事》中的標題故事。1967年發表了德文翻譯版本；Wendayne Ackerman根據德文版本翻譯的英文版本在1973年出版。Bill Johnston於2006年直接從波蘭語翻譯成英文的版本也出版了。
無敵號是最早探索微型機器、智慧塵埃、人工群體智能和死靈進化（莱姆提出的非生物物質演化的術語）等概念的小說之一。

## 劇情概要
一艘名為無敵號的重裝星際太空船降落在看似無人居住且荒涼的雷吉斯三號行星上，以調查姊妹船秃鹰號突然消失的原因。在調查過程中，船員們發現了某種類似生命的證據，這種生命形式是由自主進化的自我複製機器演變而來，顯然是由一艘來自外星高度文明的太空船在很久以前降落在雷吉斯三號上所留下的。
主角們推測在「機器戰爭」的演化壓力下，一定發生了某種進化生物，而演化最後唯一倖存的形式是那些微小的、類似昆蟲的微型機器群。這些微機器個別或小群體時相當無害，只能進行非常簡單的行為。當受到威脅時，它們可以組成龐大的「雲」，以高速移動，甚至攀升到對流層的頂部。這些群體展現了由自我組織引起的複雜行為，可以透過強大的電磁干擾湧入人體或機器中，使任何具有智慧的生物或機器喪失威脅。秃鹰號的船員在雲的攻擊下腦部的記憶慘遭完全的抹除掉，思考與行為能力退化成無法自理的嬰兒。然而，這些雲的群體是被動的，它們缺乏智慧且無法主動制定攻擊策略。
無敵號的船員們試圖發動一系列不斷升級的攻擊，以對抗他們所知道的敵人「雲」，但最終他們意識到所有努力都是徒勞的。被稱為「死亡之圈」並由機械組成的動植物已經成為該行星生態系統的一部分，要摧毀它們需要進行全星球災難等級的破壞才可能完全摧毀。
無敵號的船員們正節節敗退且撤退時，太空船的第一領航員羅漢決定冒險進入敵區，尋找四名在行動中失踪的船員。他和無敵號的指揮官霍帕奇認為這次嘗試毫無疑問地是徒勞的，但出於道義的原因，他們認為這還是必需做的事情。羅漢慢慢進入被金屬灌木和金屬昆蟲覆蓋的峽谷時，發現一些失踪的船員已經死亡。他最後收集了一些證據，平安無事地返回無敵號的船上，一部分歸功於一個能掩蓋他腦部智慧活動的機器裝置，另一部分歸功於他冷靜和無害的行為。羅漢表示他打算申請保護這個讓他著迷的行星，他對這些微小機器所呈現的人工生態系統很感興趣。

## 評論
小說分析了對不同生命領域之間的關係以及它們在宇宙中的位置。特別是它是一個虛構的實驗作品，主旨在顯示物種的進化不一定是智力優越的生命形式佔主導地位。故事情節還涉及一個哲學困境，將人類價值觀與機械昆蟲的演化效率進行對比。
西奥多·斯特金稱讚《無敵號》是偉大傳統中的科幻小說並強調它遵循了硬派科幻的寫作傳統。他指出：「作者的科學是嚴謹的，描寫得生動而有力。」
這種“終極武器系統”的概念在莱姆的虛構論點《二十一世紀的武器系統或上下顛倒的進化》中進一步確定了最終的發展。

## 改編
在20世紀60年代晚期，Michael Redstone獲得了將小說改編為電影的權利，但他未能找到製片人。以莱姆平時的脾氣，他評論說：「這可能本來會很糟糕，但我確實賺了不少錢。」
在1991年，瑞典作家Kerstin Ekman創作了一款名為《Rymdresa》有教育性質的電玩遊戲，遊戲主要基於《無敵號》的故事所發展創作的。
在2019年，Rafał Mikołajczyk出版了漫畫書《無敵號》，ISBN 9788395521409 。評論家們指出他在不同媒體中對莱姆原著小說的忠實還原。    
在2020年，波蘭遊戲開發商Starward Industries宣布將推出由小說所改編的電玩遊戲作品《無敵號》。 根據開發商的說法，這個改編將面向Windows、 PlayStation 5和Xbox Series X/S遊戲機。  該遊戲於2023年11月6日發售。 